# Webb's First Deep Field

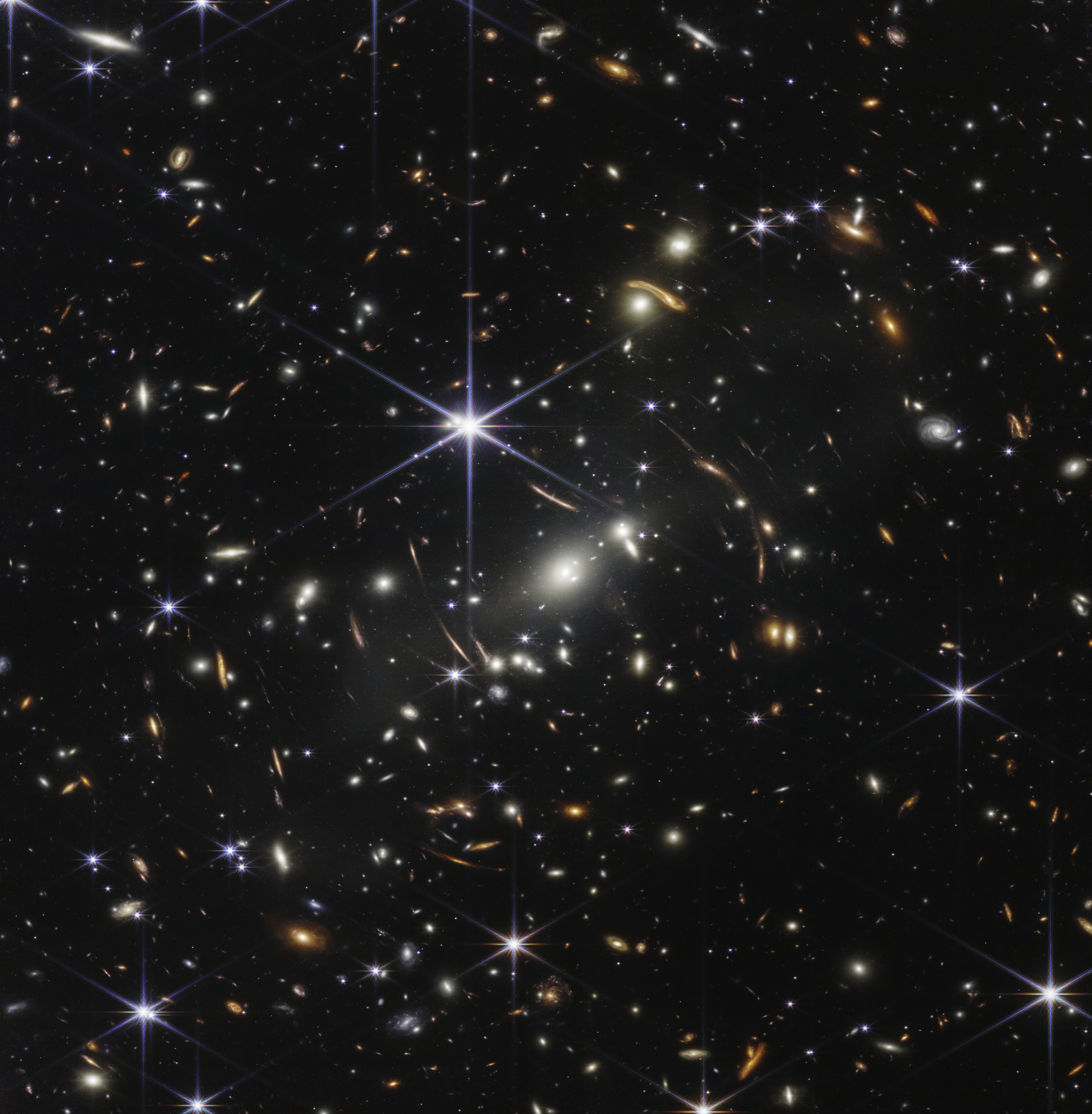
Webb's First Deep Field.

Webb's First Deep Field è il nome della prima immagine operativa del primo campo profondo ottenuta dal telescopio spaziale James Webb, raffigurante l'ammasso di galassie SMACS 0723 nella costellazione del Pesce Volante come appariva 4,6 miliardi di anni fa. Rivelata al pubblico l'11 luglio 2022, l'immagine composita è stata scattata dalla fotocamera per il vicino infrarosso del telescopio e copre una porzione di cielo visibile dall'emisfero australe che ha all'incirca le dimensioni di un granello di sabbia tenuto a distanza di un braccio. Si tratta dell'immagine dell'Universo primordiale con la più alta risoluzione mai scattata e vi si possono contare migliaia di galassie, alcune delle quali hanno un'età di 13 miliardi di anni.

## Situazione
Il telescopio spaziale James Webb è operato dalla NASA ed è stato progettato con lo scopo primario di condurre osservazioni nell'infrarosso. È stato lanciato nel dicembre 2021 e posto in orbita halo attorno al secondo punto di Lagrange (L2), a 1,5 milioni di km dalla Terra, nel giugno 2022. Nel punto L2 l'attrazione gravitazionale del Sole è uguale a quella della Terra, per cui la Terra e il Sole rimangono co-allineati rispetto a quel punto.
La Webb's First Deep Field è un'immagine ripresa con la NIRCam e composta da una serie di immagini a differenti lunghezze d'onda che hanno richiesto circa 12,5 ore di esposizione.
SMACS 0723 è un ammasso di galassie visibile dall'emisfero australe,  ed era già stato oggetto di indagine da parte del telescopio spaziale Hubble.

## Confronto con l'immagine ripresa dal telescopio spaziale Hubble
Il confronto con le immagini dell'ammasso di galassie SMACS J0723.3-7327 riprese dal telescopio spaziale Hubble nel 2017 (sinistra), mostra l'enorme progresso ottenuto con le ottiche utilizzate dal più moderno telescopio spaziale James Webb nel 2022 (a destra), che hanno permesso di osservare dettagli mai visti in precedenza.

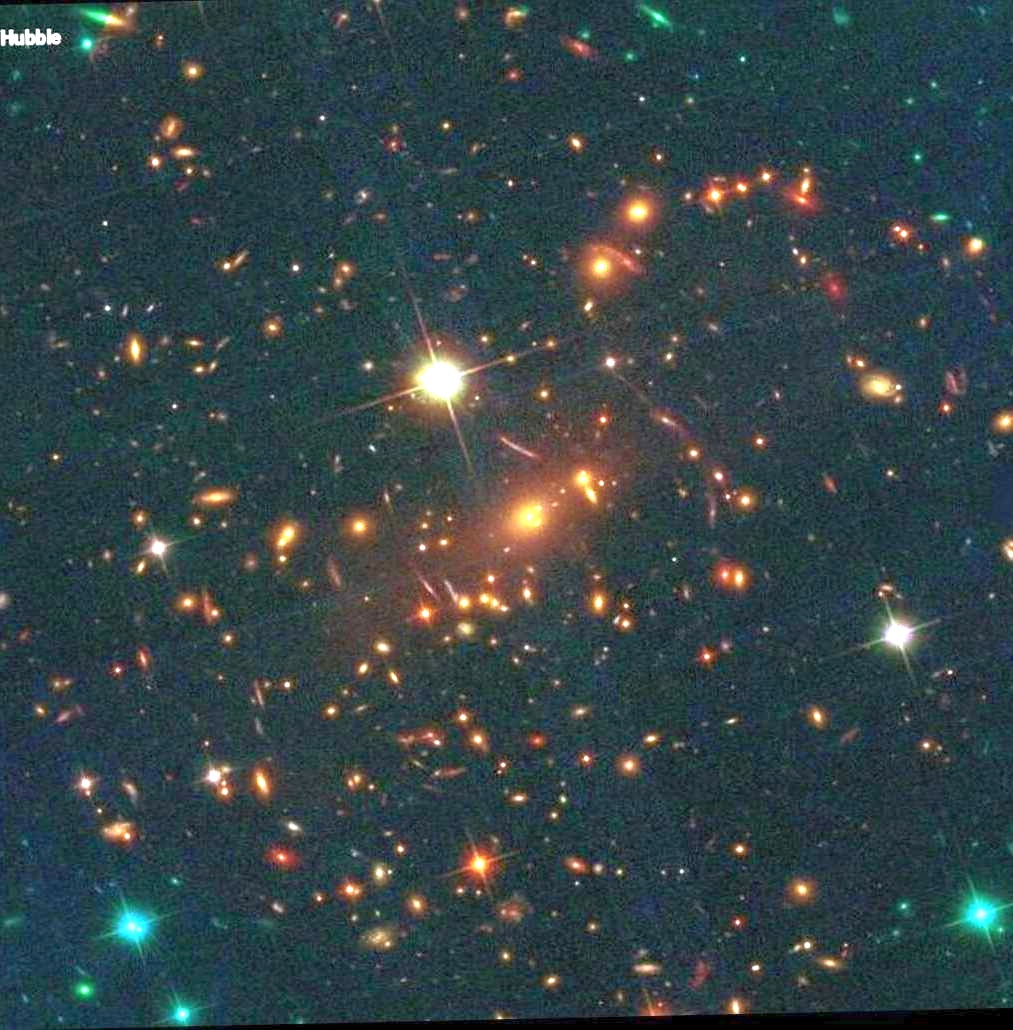
SMACS J0723.3-7327 ripreso dal telescopio spaziale Hubble
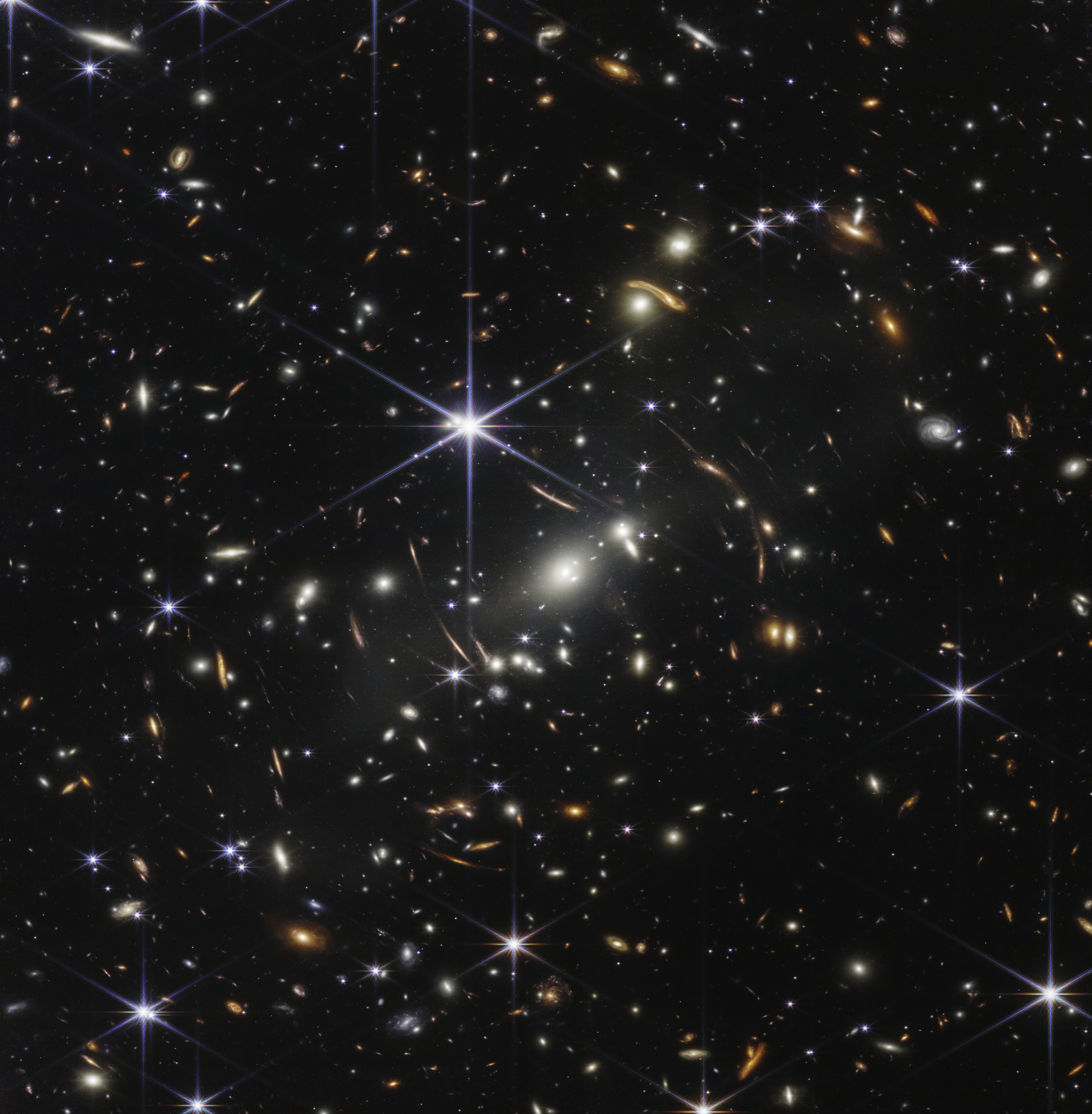
SMACS J0723.3-7327 ripreso dal telescopio spaziale James Webb